# Dysfagie
Dysfagie je lékařský termín pro symptom spočívající v potížích při polykání. Ačkoliv je dysfagie v mezinárodní klasifikaci nemocí klasifikována v kapitole „příznaky a symptomy,“ je tento termín někdy používán pro samotný stav. Lidé s dysfagií si někdy ani nejsou svého stavu vědomi.
Slovo je složeninou řecké předpony dys, což znamená potíž či poruchu, a fagie / fagia, což znamená „jíst.“ Dysfagie je stav, při kterém je obtížný průchod pevných látek nebo tekutin z úst do žaludku.
Rozlišuje se dysfagie horního typu (porucha posunu sousta z dutiny ústní do horního jícnu) a dolního typu (porucha průchodu sousta samotným jícnem). Dysfagie se rozlišuje od jiných symptomů, včetně odynofagie, která je definována jako bolestivé polykání. Psychogenní dysfagie se označuje jako fagofobie (chorobný strach z polykání).